# Кадиречка
Кадиречка (устар. Кади-речка) — река в России, протекает по территории Куземского сельского поселения Кемского района Республики Карелия. Длина реки — 40 км, площадь водосборного бассейна — 202 км².
Река берёт начало из ламбины среди заболоченной местности на высоте 126,2 над уровнем моря. На своём пути протекает через озёра: Каликанозеро, Верхнее Кадиозеро, Нижнее Кадиозеро, Лагналамбина, Виксозеро (с притоками, втекающими из озёр Пурнозеро и Рудометово), Сяноозеро, Узкое, Глубокое озеро, Малая Виксламбина и Большая Виксламбина.
Устье реки находится в 67 км по правому берегу реки Поньгомы на высоте 90,0 м над уровнем моря.

## Данные водного реестра
По данным государственного водного реестра России относится к Баренцево-Беломорскому бассейновому округу, водохозяйственный участок реки — реки бассейна Белого моря от западной границы бассейна реки Нива до северной границы бассейна реки Кемь, без реки Ковда. Речной бассейн реки — бассейны рек Кольского полуострова и Карелии, впадает в Белое море.